# Thüringen Ladies Tour

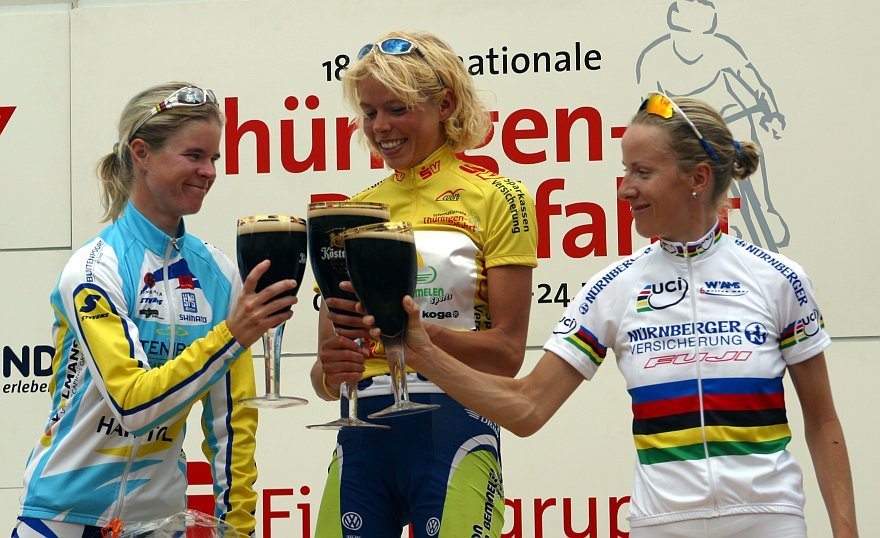
Thüringen Rundfahrt 2005 Siegerehrung

Die Thüringen Ladies Tour war ein bedeutendes Frauen-Straßenradrennen im Osten Thüringens, das von 1986 bis 2024 bestand. Bis 2016 war sie als Internationale Thüringen-Rundfahrt der Frauen bekannt, bevor sie offiziell den Namen Internationale Lotto Thüringen Ladies Tour bekam. Von 2021 bis 2024 war die Rundfahrt im internationalen Radsport-Kalender in die zweithöchste Klasse (2.Pro) eingestuft. Häufige Etappenorte waren die Städte Zeulenroda-Triebes, Schleiz, Greiz, Gera und Schmölln sowie Dörtendorf. 

## Geschichte

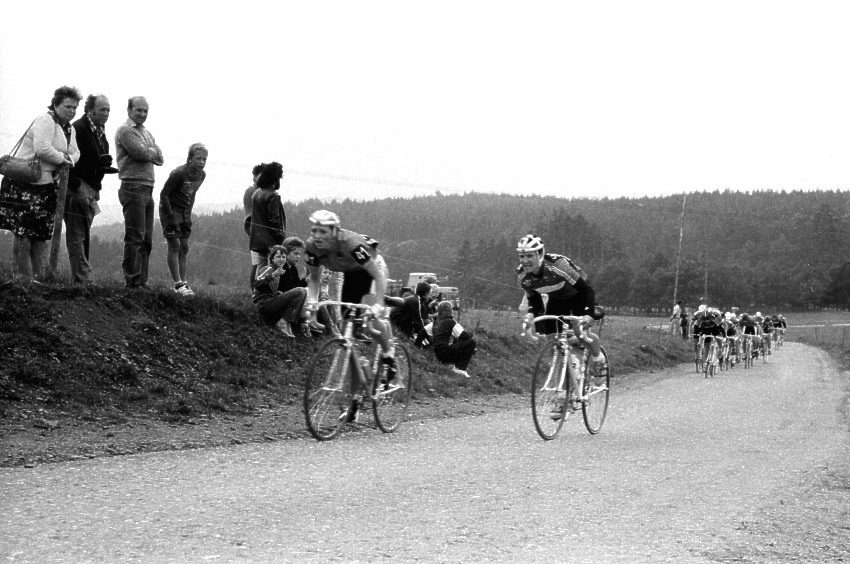
Radrundfahrt Ende der 1980er Jahre

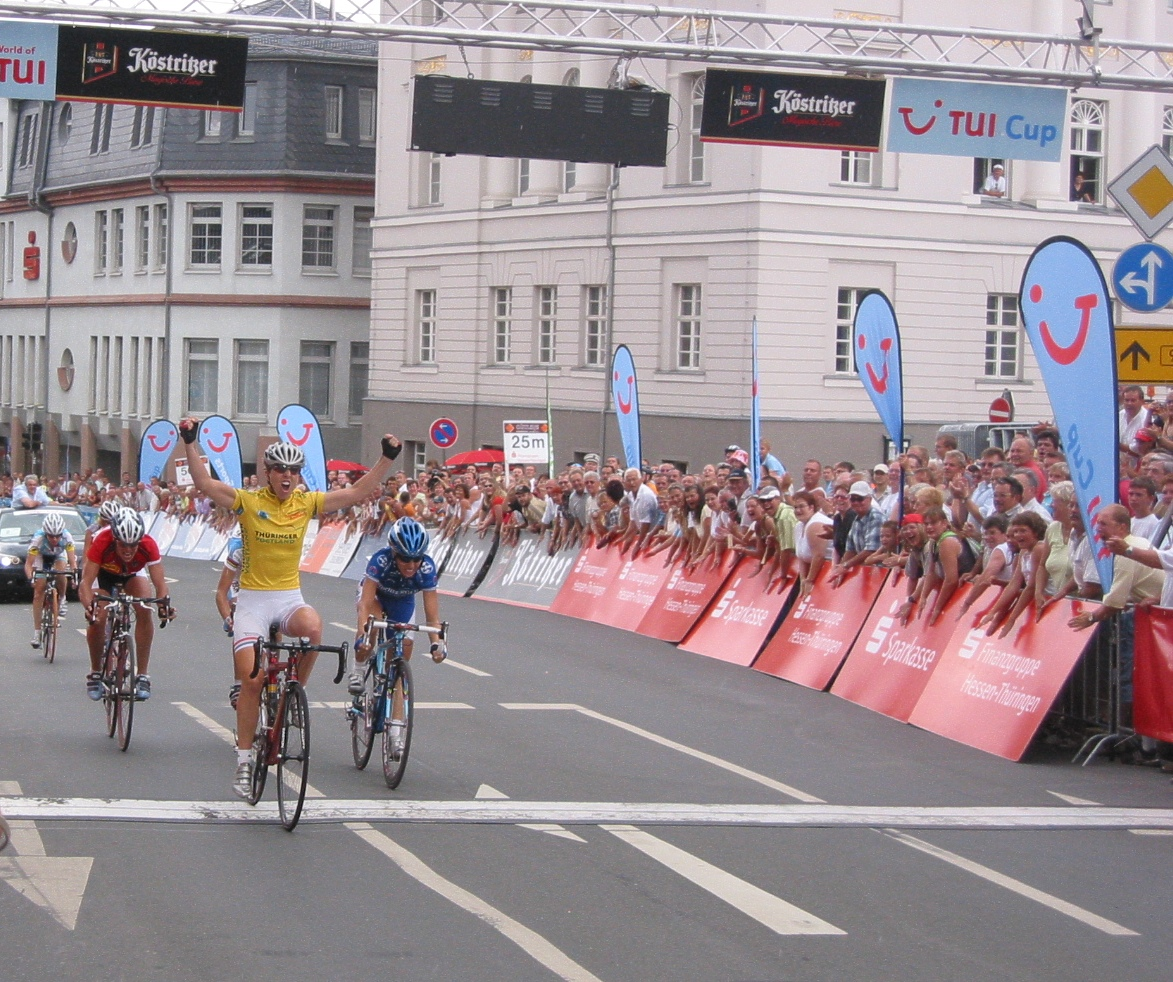
Mit einem Sieg auf der Schlussetappe von Gera nach Zeulenroda-Triebes sicherte sich Nicole Cooke den Gesamtsieg bei der Rundfahrt 2006.

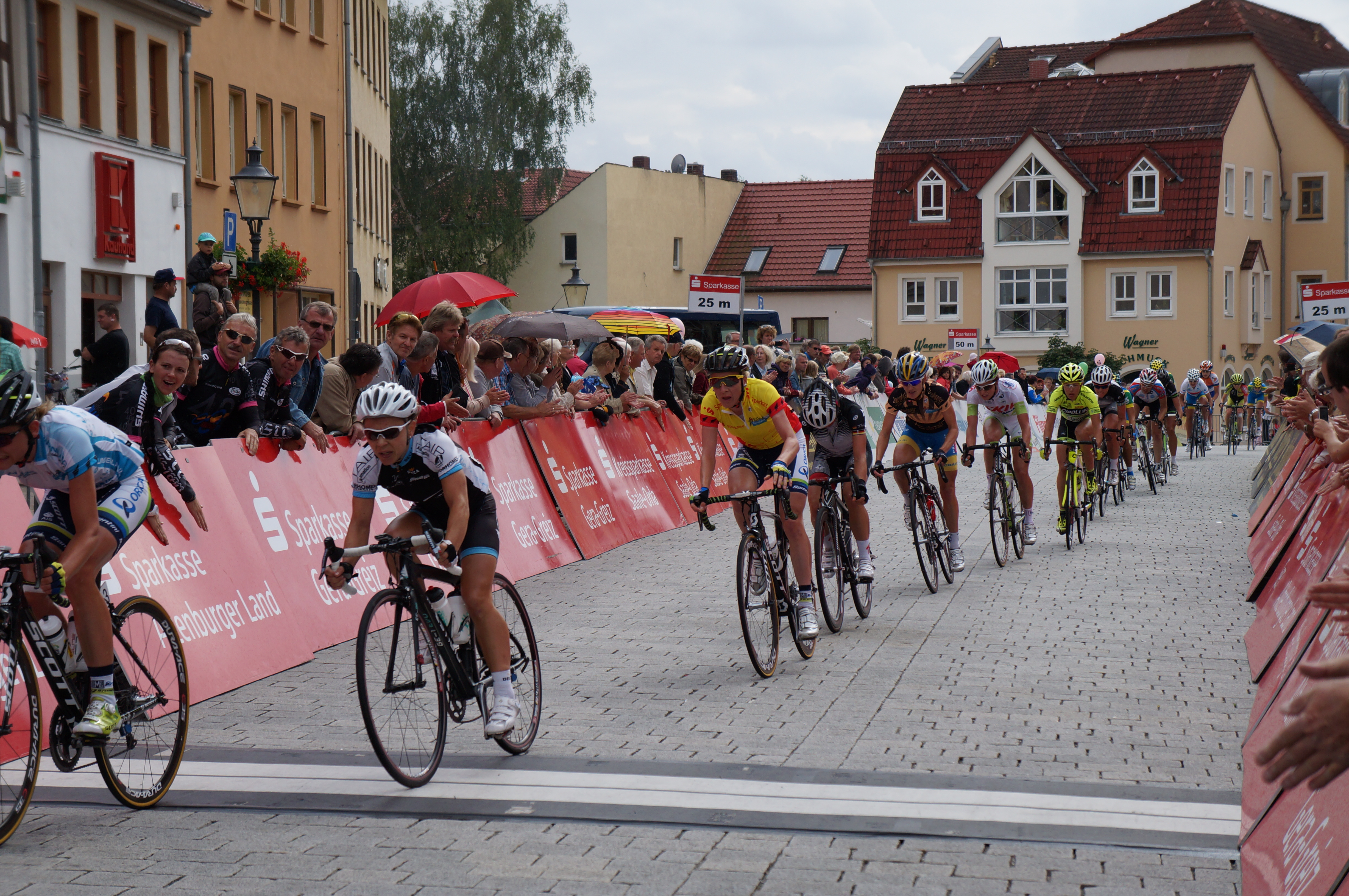
Zwischenzieldurchfahrt der Etappe „Rund um Schmölln“ 2012

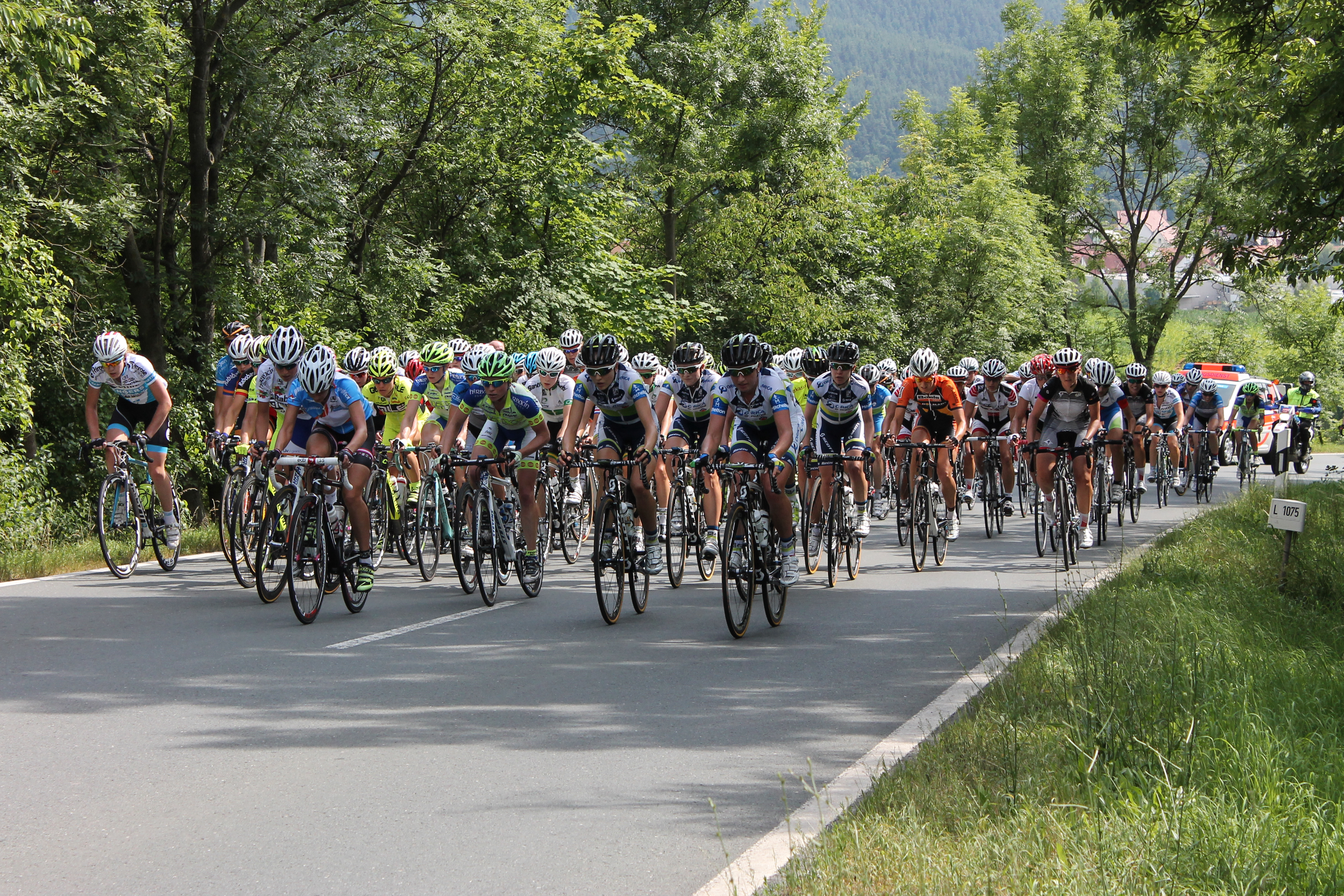
Das Feld hinter Jena 2013

Im Juli 1986 wurde rund um die damalige Kreisstadt Zeulenroda die 1. Etappenfahrt für Frauen ausgetragen. Das später als Internationale Thüringen-Rundfahrt der Frauen bekannte Radrennen führte 30 Fahrerinnen über vier Etappen und insgesamt 210 km rund um Zeulenroda und wurde als Ländervergleich DDR/ČSSR ausgetragen. Die Siegerin war Hana Chmelarová aus der Tschechoslowakei. 1990 und 1991 wurde das Rennen nicht ausgetragen.
2005 sollte eine längere Tour erstmals auch durch Bayern und Hessen führen. Da die Organisation aus finanziellen Gründen scheiterte, wurde die 18. Rundfahrt vom 19. bis 24. Juli wieder in Ostthüringen mit Start und Ziel in Zeulenroda gefahren. Bei einer Trainingsfahrt in Vorbereitung zur Thüringen-Rundfahrt verunglückte Amy Gillett am 18. Juli 2005 auf der Zeitfahrstrecke von Zeulenroda nach Auma tödlich, als eine 18-jährige Fahranfängerin mit ihrem Auto frontal in ihre Trainingsgruppe fuhr. Schwer verletzt wurden ihre Mannschaftskolleginnen Alexis Rhodes und Louise Yaxley, die sich schwere Brüche zuzogen und in Jena intensiv behandelt wurden, sowie drei weitere Teammitglieder. Der Prolog zur Rundfahrt wurde daraufhin abgesagt und durch eine Gedenkveranstaltung am 19. Juli ersetzt. Die Rundfahrt begann schließlich am 20. Juli mit der 2. Etappe von Zeulenroda nach Greiz, die aber ohne Renncharakter gefahren wurde. Der Freistaat Thüringen stiftete 2006 einen Amy-Gillett-Preis, der bei der Thüringen-Rundfahrt an eine Fahrerin mit herausragender kämpferischer Leistung oder besonderer Fairness vergeben wurde.
2025 verweigerte die Thüringer Landesregierung der Rundfahrt unter Berufung auf die Haushaltslage und das Thüringer Sportförderungsgesetz die weitere finanzielle Unterstützung. Da die Organisatoren den fehlenden Betrag nicht anderweitig ausgleichen konnten, sagten sie das Rennen zunächst für 2025 ab und gaben zwei Monate später die gänzliche Einstellung des Rennens bekannt. Die Thüringen-Rundfahrt war zu diesem Zeitpunkt das älteste Frauen-Etappenrennen der Welt und das einzige in Deutschland.

## Besonderheiten
Auf der Etappe „Rund um Schmölln“ fand jährlich vor dem Rundfahrt-Rennen ein Jedermann-Rennen statt, in dem Amateure eine gekürzte Strecke von 18,7 km bestreiten konnten. Während dieser Etappe unternahmen die Fahrerinnen einen Abstecher nach Sachsen, wo die Fahrerinnen die Steile Wand von Meerane bezwangen. Neben den traditionellen Etappenorten in Ostthüringen wurde 2012 erstmals eine Etappe (Prolog) in Zwickau ausgetragen.

## Palmarès
| Jahr                       | Siegerin               | Zweite                  | Dritte              |          |
| -------------------------- | ---------------------- | ----------------------- | ------------------- | -------- |
| 1986                       | Hana Chmelarová        | Ildiko Paczova          | Jana Schur          |          |
| 1987                       | Petra Rossner          | Tea Vikstedt-Nyman      | Hana Chmelarová     |          |
| 1988                       | Tea Vikstedt-Nyman     | Petra Rossner           | Monique de Bruin    |          |
| 1989                       | Vanessa Van Dijk       | Eva Orvošová            | Angela Kindling     |          |
| 1990-1991 keine Austragung |                        |                         |                     |          |
| 1992                       | Alena Barillová        | Lenka Ilavská           | Marion Borst        |          |
| 1993                       | Lenka Ilavská          | Alena Barillová         | Claudia Lehmann     |          |
| 1994                       | Alison Dunlap          | Jeanne Golay            | Susanne Ljungskog   |          |
| 1995                       | Laura Charameda        | Elena Ogui              | Sandra Schumacher   |          |
| 1996                       | Ina-Yoko Teutenberg    | Vera Hohlfeld           | Laura Charameda     |          |
| 1997                       | Alessandra Cappellotto | Barbara Heeb            | Monica Valvik-Valen |          |
| 1998                       | Edita Pučinskaitė      | Susanne Ljungskog       | Hanka Kupfernagel   |          |
| 1999                       | Hanka Kupfernagel      | Diana Žiliūtė           | Rasa Polikevičiūtė  |          |
| 2000                       | Walentyna Karpenko     | Juanita Feldhahn        | Solrun Flatås       |          |
| 2001                       | Mirjam Melchers        | Judith Arndt            | Trixi Worrack       |          |
| 2002                       | Sülfija Sabirowa       | Jenny Algelid-Bengtsson | Mirjam Melchers     |          |
| 2003                       | Walentina Polchanowa   | Susanne Ljungskog       | Sara Carrigan       |          |
| 2004                       | Sülfija Sabirowa       | Judith Arndt            | Mirjam Melchers     |          |
| 2005                       | Theresa Senff          | Susanne Ljungskog       | Judith Arndt        |          |
| 2006                       | Nicole Cooke           | Amber Neben             | Trixi Worrack       |          |
| 2007                       | Judith Arndt           | Amber Neben             | Noemi Cantele       |          |
| 2008                       | Judith Arndt           | Trixi Worrack           | Grete Treier        |          |
| 2009                       | Linda Villumsen        | Marianne Vos            | Susanne Ljungskog   |          |
| 2010                       | Olga Sabelinskaja      | Edita Pučinskaitė       | Noemi Cantele       |          |
| 2011                       | Emma Johansson         | Amber Neben             | Shara Gillow        |          |
| 2012                       | Judith Arndt           | Trixi Worrack           | Emma Johansson      |          |
| 2013                       | Emma Johansson         | Shara Gillow            | Lisa Brennauer      |          |
| 2014                       | Evelyn Stevens         | Lizzie Armitstead       | Lisa Brennauer      |          |
| 2015                       | Emma Johansson         | Karol-Ann Canuel        | Lauren Stephens     |          |
| 2016                       | Elena Cecchini         | Amanda Spratt           | Ellen van Dijk      |          |
| 2017                       | Lisa Brennauer         | Ellen van Dijk          | Hayley Simmonds     |          |
| 2018                       | Lisa Brennauer         | Ellen van Dijk          | Lucinda Brand       |          |
| 2019                       | Kathrin Hammes         | Pernille Mathiesen      | Lourdes Oyarbide    |          |
| 2020                       | abgesagt               | abgesagt                | abgesagt            | abgesagt |
| 2021                       | Lucinda Brand          | Lotte Kopecky           | Emma Norsgaard      |          |
| 2022                       | Alexandra Manly        | Marta Lach              | Femke Gerritse      |          |
| 2023                       | Lotte Kopecky          | Lorena Wiebes           | Mischa Bredewold    |          |
| 2024                       | Ruth Edwards           | Mischa Bredewold        | Brodie Chapman      |          |
| 2025                       | abgesagt               | abgesagt                | abgesagt            | abgesagt |